# Henken Widengren

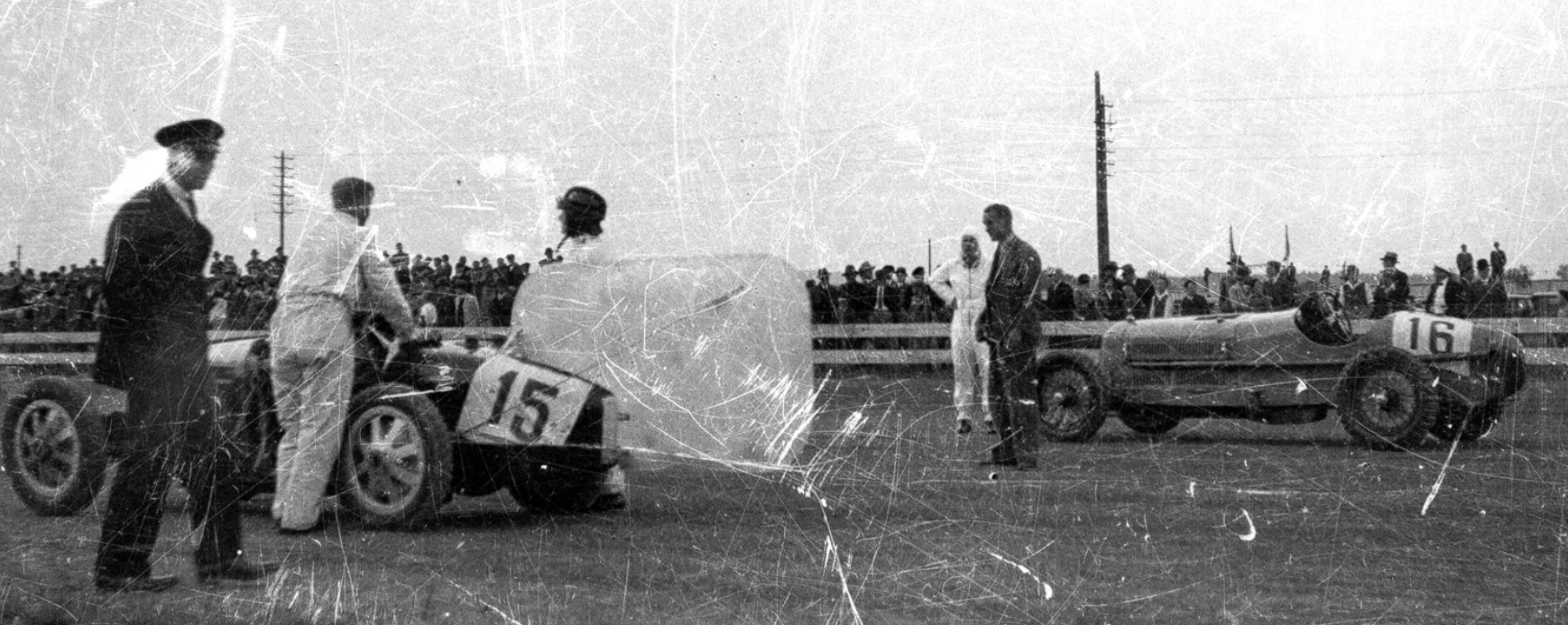
Rechts der Alfa Romeo 8C 2300 „Monza“ von Per Victor Widengren. Mit diesem Rennwagen fuhr Henken Windegren den Großen Preis von Finnland 1935

Per Lars Henrik „Henken“ Widengren (* 20. Juni 1910 in Vingåker; † 23. Oktober 1989 in Sotogrande) war ein schwedischer Unternehmer und Autorennfahrer.

## Unternehmer
Der Vater von Henken Widengren führte in Schweden ein erfolgreiches, familieneigenes Textilunternehmen, das vor allem Herrenanzüge herstellte. Ab 1936 war er Stellvertretender Geschäftsführer bei AB L & P Widengren. Sein Bruder Per Victor, der ebenfalls als Amateur-Rennfahrer aktiv war, übernahm die Geschäftsleitung.

## Karriere als Rennfahrer
Henken Widengren startete in den 1930er-Jahren mehrmals beim Großen Preis von Schweden. Seine beste Platzierung war der neunte Rang im Aston Martin 1932 (Sieger Olle Bennström auf Ford).  Er fuhr einige Rennen in Brooklands und beendete das 24-Stunden-Rennen von Le Mans 1932 an der fünften Stelle der Gesamtwertung. Gemeinsam mit Sammy Newsome gewann er dabei im Werks-Aston Martin 1½ Le Mans die Rennklasse für Fahrzeuge zwischen 1,1 und 1,5 Liter Hubraum.

## Statistik

### Le-Mans-Ergebnisse
| Jahr | Team                  | Fahrzeug                | Teamkollege   | Platzierung            | Ausfallgrund |
| ---- | --------------------- | ----------------------- | ------------- | ---------------------- | ------------ |
| 1932 | Aston Martin Car Ltd. | Aston Martin 1½ Le Mans | Sammy Newsome | Rang 5 und Klassensieg |              |